# Petrakia irregularis
Petrakia irregularis är en svampart som beskrevs av Aa 1968. Petrakia irregularis ingår i släktet Petrakia, divisionen sporsäcksvampar och riket svampar.   Inga underarter finns listade i Catalogue of Life.